# アマヌリン酸
アマヌリン酸(Amanullinic acid)は、環状ペプチドである。テングタケ属のキノコに含まれるアマトキシン類の1つである。毒性は比較的低い（マウス、経口でLD50 >20 mg/kg）。

## 毒性
他のアマトキシン類と同様に、アマヌリン酸はRNAポリメラーゼIIの阻害剤となる。